# 威廉·赫滕施泰因
威廉·弗里德里希·赫滕施泰因（德語：Wilhelm Friederich Hertenstein，1825年5月5日—1888年11月27日）是一位瑞士政治家，瑞士联邦委员会委员（1879年-1888年）。他于1879年3月21日被选为委员，任职至1888年11月27日在任内去世。威廉·赫滕施泰因是瑞士自由民主党成员。
在任期内，他主要主持领导了军事部的相关工作。
威廉·赫滕施泰因于1888年出任瑞士联邦总统，并在任内去世，他是瑞士历史上唯一一位没有完成第一个任期的总统。

## 外部連結
- Chantal Lafontant: Wilhelm Friedrich Hertenstein在線上《瑞士歷史辭典》中的德文、法文或版詞條。